# ウィーン宣言及び行動計画
ウィーン宣言及び行動計画（ウィーンせんげんおよびこうどうけいかく、英語: Vienna Declaration and Programme of Action）とは、東西冷戦後の1993年6月25日にウィーンにて「世界先住民族年」を踏まえて開催された世界人権会議により採択された、世界のあらゆる人権蹂躙に対処するための、国際人権法や国際人道法に関する原則や国際連合の役割、全ての国々に対する要求を総括した宣言及び行動計画である。
この宣言及び行動計画は同年7月12日に国際連合総会にて承認され、国連人権高等弁務官事務所 (OHCHR) が設置されることとなった。また新たな国際人権条約や国連ミレニアム宣言の成立の発端ともなった。

## 概要
このウィーン宣言及び行動計画は2部に分かれ、第1部は39項目より形成され、そこでは人権に関する基本原則が、第2部は100項目より形成され、そこでは国際連合の果たすべき役割や、個別の人権問題について各国政府に対しての勧告がなされている。
当宣言は世界人権会議に参加した171ヶ国代表により採択（コンセンサス方式）され国連総会で承認されたものであり、批准を経て各国の国内法制化を義務づける性質のものではない。一方で各国中央政府の行政責任者に対しては条約的性質を持ち、世界人権会議により各国が本宣言及び行動計画に準拠することが望まれる性質のものである。

### 第1部
第1項、「世界人権会議は全ての国家が国際連合憲章、他の人権に関する国際法規、並びに国際法に則り、全ての人権と基本的自由を普遍的に尊重し保護する義務を遂行する必要があることを厳粛に再確認する。これらの権利と自由は疑いの余地がない。」
第2項、「全ての民族は自決の権利を持つ。」「植民地的、ないしその他の形態の支配や外国の占領を被る民族があることを考慮して、民族が国際連合憲章に従って、奪い得ない民族自決の権利のために法的行動を起こすことを承認する。」
第5項、「すべての人権は普遍的であり、不可分にして、互いに依存しており、関連している。国際社会は全ての人権を地球規模で、公平に、同じ根拠で、同じ重大性を持って扱わなければならない。国民や地域の独自性の意味や多彩な歴史的、文化的、宗教的背景は考慮に入れる必要は認めるが、その政治的、経済的、文化的体制のいかんに拘わらず、全ての人権と基本的自由を促進し保護することは国家の義務である。」この原則は「モントリオール宣言」、「ジョグジャカルタ原則」（第1原則）、「障害者権利条約」（前文）においても引用されている。
第8項、「民主政治、経済発展、人権と基本的自由の尊重は、それぞれ相互に依存しており、相関して強化される。民主政治は国民の自由に表現された意思により、自らの政治的、経済的、社会的、文化的体制を決定することであり、その生活の全ての側面に於いての参加である。」「国際社会は全世界での民主政治、経済発展、人権と基本的自由の尊重の強化と促進を支援すべきである。」
第9項、「世界人権会議はその多くがアフリカ諸国である後発開発途上国が民主化と経済改革を行う際、国際社会がその民主制への移行と経済発展を成功させるために協力すべきであることを再確認する。」
第10項、「『発展への権利宣言』において主張された通り、経済発展の権利は普遍的にして、奪うことのできない権利であり、基本的人権の不可欠な一部である。」「経済発展が全ての人権の享受を容易にするとはいえ、経済発展の欠如は国際的に承認された人権の軽視を正当化してはならない。」
第11項、「発展の権利は公平に、現在と未来の世代の必要性と環境問題を考慮して実現されるべきである。世界人権会議は有害物質や有害廃棄物の不法投棄が、人権である万人の生命と健康にとって潜在的に脅威となることを認識する。」ことを明記し、全ての国に現存する有害物質と有害廃棄物に関する条約の批准と実現を求めている。
第17項、「あらゆる形態のテロリズムの行為と原理、幾つかの国々で行われる麻薬密売は人権と基本的自由、並びに民主主義に対する破壊行為である。国際社会は協力してテロリズムを防ぎ、戦う為に必要な措置を講じなくてはならない。」
第18項、「女性と女子児童(girl-child)の権利は奪い得ない、不可欠にして、不可分な、普遍的人権の一部である。」「性別に関するあらゆる形態の差別の根絶は国際社会の優先課題である。」
第23項では、万人が無差別な、迫害を受けた際の亡命の請求と享受の権利を再確認し、世界人権宣言、難民の地位に関する条約とその追加議定書に基いた、国際連合難民高等弁務官と国際連合パレスチナ難民救済事業機関の任務と、世界的に危機的に増大する難民に対応するため国際社会の連帯と「負担の分かち合いの精神」に則った国際社会と関連機関の協力、さらに難民の出身国の責任を求めている。さらに、国際連合憲章と国際人道法の原則に従い、自然災害及び人的災害の被害者に対する人道支援の重要性を強調している。
第25項では、極度の貧困と社会的排除が人間の尊厳の蹂躙であることを主張し、極度の貧困についての充分な認識とその原因の究明に向けて早急な対応を行い、貧困と社会的排除を根絶させ、貧困者の人権を促進させ、社会的発展の成果を享受できるよう求めている。
第26項、「世界人権会議は国際人権文書の成文化を、人権の動的で進化的過程として評価し、各国に国際人権条約の全般的批准を要請する。全ての国家がこの国際人権文書に加入し、可能な限り留保を避けるよう奨励する。」
第27項では、各国が人権蹂躙を受けた被害者に対する法的救済のための効果的枠組みを提供することを求めている。「法の強化や司法当局を含めて法務行政、特に独立した法的機関の国際人権文書の基準に完全に即した整備は人権の完全かつ非差別的な実現にとって重大であり、民主主義と持続可能な開発に不可欠である。」

### 第2部
A. 人権のための国際連合制度内での調整の必要の増大について（第1項から第18項まで）
人権のための国際連合機構の調整と強化、そして国際連合人権高等弁務官事務所の設置の問題について（第17項、第18項）
B. 平等、尊厳、寛容
1．民族主義、人種差別、外国人嫌悪、及びその他の形態の不寛容（第19項から24項まで）
第21項ではあらゆる形態の人種差別の撤廃に関する国際条約に定める当時国での条約違反に関する個人通達を認める第14条の宣言を行うよう各国に求めている。
2．国民的、民族的、宗教的、言語的少数者に属する人々について（第25項から27項まで）
先住民族について（第28項から32項まで）
第29項では国際連合人権委員会が「先住民族の権利に関する国際連合宣言」の採択に向けて任務を果たすべきこと、第32項では国際連合の体制の中で、先住民族の権利に関する定期的、恒久的な会合が行われることを模索している。
移民労働者について（第33項から35項まで）
第35項では全ての移住労働者及びその家族の権利の保護に関する国際条約の批准を各国に求めている。
3．男女同権と女性の権利について（第36項から44項まで）
第38項では、女性に対する公的、私的場面での暴力、あらゆる形態のセクシャル・ハラスメント、女性の搾取と人身売買の撤廃の重要性を強調し、女性の権利に有害なある種の伝統や因習、文化的偏見や宗教的原理主義の撤廃も求めている。そして、国際連合総会に女性に対する暴力の撤廃に関する宣言の起草を促し、「武力紛争時における女性の蹂躙は、国際人権法及び国際人道法の原理の蹂躙である」と主張し、とりわけ、殺人、体系的強姦、性的奴隷、強制的妊娠について、効果的責任追及を要求している。この項目は国際刑事裁判所の本質にも影響を与えた。
第40条では女子に対するあらゆる形態の差別の撤廃に関する条約の選択議定書の批准を各国に求めている。
4．子どもの権利について　（第45項から53項まで）
第46項では、1995年までに児童の権利に関する条約の全ての国による批准を目標に対策が講じられる必要性を主張している。第47項ではとりわけ武力紛争や自然災害による貧困下に暮らす子どもの救済のための国際協力と非識字をなくし、全ての子どもに義務教育と安全な飲み水が行き渡るように求め、第48項では搾取と児童虐待と闘う為その原因の根本を指摘する必要性を挙げ、子殺し、児童労働、児童売春、児童ポルノ、そしてその他の性的虐待からの保護のための対策を、そして第50項ではあらゆる無差別な軍事兵器の使用からの保護、とりわけ対人地雷からの保護と戦争被害者に対する有効な治療とリハビリテーションの必要性と対策を訴えている。
5．拷問からの自由　（第54項から61項まで）
第56項では、国際人権法と国際人道法の名において、内戦時や武力紛争時も含め如何なる時も拷問から保護される必要を再確認している。
第61項では、各国に拷問等禁止条約の選択議定書を批准し、人権団体が刑事施設を視察できるようにすることを求めている。
第62項では、強制失踪（拉致を含む）の防止と対策について「強制失踪防止宣言」の採択を歓迎し、各国に必要な措置を求めている。この項目が、「強制失踪防止条約」の成立と採択につながった。
6．障害者の権利について　（第63項から65項まで）
第63項では、「全ての人権と基本的自由が普遍的であることを再確認し、それが必然的に障害のある人の権利と自由を含む。万人は生まれながらにして平等であり、生活、福祉、教育、仕事に関して、そして差別されることなく独立して生活し、社会に全面的に参加できる事に関して同じ権利を持つ。障害者に対するあらゆる直接的差別や差別的扱いは当事者の権利の侵害である。」ことが明記され、第64項では「物理的、経済的、社会的、心理的なものを含め、あらゆる社会の障害を撤廃することによって障害のある人が公平な機会を与えられるべきである。」ことが記されている。このことが「障害者権利条約」の成立と採択につながった。
C. 国際協力、発展の権利及び人権の強化について　（第66項から77項まで）
第75項では、国際連合人権委員会に、経済的、社会的及び文化的権利委員会と協力して、経済的、社会的及び文化的権利に関する国際規約の選択議定書の採択に向けた審議を継続するよう求めている。
D. 人権教育について　（第78項から82項まで）
第79項では、国家が非識字を根絶し、教育が人格の自由な発展と人権と基本的自由の尊重の強化を目的にすべきことを主張し、全ての教育課程に、国際人権法や国際人道法、民主政治や「法の支配」を教科に含めることを各国に求めている。
第80項では、人権の普遍的遂行の強化に対する共通の理解と意識を達成するために、人権教育が平和、民主政治、発展と社会正義を国際的、地域的人権法規と共に含む事を主張している。
第81項では、国際連合教育科学文化機関の国際会合が1993年3月に採択した「人権教育と民主主義に関する世界計画」を考慮に入れ、国家が、特に女性の人権に関する必要に応じて、広範囲の人権教育と情報の普及を保障するために特別計画や政策を発展させることを求めている。
E. 人権の実現と監視機関について（第83項から98項まで）
第84項では、人権の促進と保護のためのその国家独自の国内機関の設置を欲する国家の支援の要望に応えられるよう、国際連合の活動を強化することを勧告している。
第92項では、国際連合人権委員会が現存する人権法規を国際的、地域的に実現させるため最善を尽くし、国際法委員会が国際刑事裁判所に関する任務を継続することを勧告している。
第93項では、ジュネーヴ諸条約及びジュネーヴ諸条約の追加議定書に未加盟の国々に対し、その完全な実現に向けて立法も含め必要な措置を講じるよう訴えている。
第96項では、国際連合が紛争時の国際人道法の完全な尊重を保証し、国際連合憲章の目的と原則に沿ってさらに積極的に人権の促進と保護を行うことを勧告している。
第97項では、国際連合平和維持活動に関する特別な調整が、人権の一貫性に果たす役割の重要性を認識して、国際連合事務総長に国際連合憲章に沿う形で、各地の人権センターや人権機構の報告や経験を考慮に入れることを勧告している。
F.　国際人権会議の支援について（第99項と第100項）